# 金智怜
（2005年7月8日—），韓國女演員。

## 演出作品

### 電視劇
- 2011年：OCN《特殊案件專案組TEN第一季》 飾演 閔彩媛
- 2011年：MBC《我還活著》 飾演 韓善慧
- 2012年：SBS《工薪族楚漢志》 飾演 韓智媛
- 2012年：SBS《拜託了，機長》 飾演 洪美珠（童年）
- 2012年：SBS《我人生的甘霖》 飾演 李荷拉
- 2012年：OCN《吸血鬼檢察官第二季》飾演 李志愛
- 2013年：SBS《案件號碼113》飾演 承珠（童年）
- 2013年：SBS《結婚三次的女人》飾演 鄭書琪
- 2013年：KBS《Drama Special－媽媽的島嶼》飾演 李沙朗
- 2014年：SBS《異鄉人醫生》飾演 鄭敏
- 2014年：MBC《來了！張寶利》飾演 都雨丹
- 2014年：SBS《誘惑》飾演 姜允兒
- 2014年：SBS《你們被包圍了》飾演 李賢美
- 2014年：SBS《Punch》飾演 朴藝琳
- 2015年：Mnet《七顛八起具海拉》飾演 具海拉（童年）
- 2015年：SBS《離婚律師戀愛中》 飾演 金秀芝（第3集）
- 2015年：KBS《Drama Special－現場直擊》飾演 恩星
- 2015年：MBC《我的女兒，琴四月》飾演 林美朗
- 2016年：KBS《雲畫的月光》飾演 洪樂瑥（少年）
- 2016年：KBS《Drama Special－分手後一天》飾演 小女孩
- 2017年：MBC《擺飯桌的男人》飾演 高恩星
- 2018年：XtvN《復仇筆記 第二季》飾演  吳思娜
- 2018年：MBN《馬成的喜悅》飾演 朱喜愛
- 2018年：OCN《客：The Guest》 飾演 姜吉英（童年）
- 2019年：KBS《為何那樣，奉尚先生》飾演 李鍾兒
- 2020年：JTBC《梨泰院Class》飾演 吳秀雅(少年）
- 2020年：JTBC《優雅的朋友們》飾演 千秀兒
- 2021年：SBS《Racket少年團》飾演 阿英
- 2021年：tvN《憂鬱症》飾演 金智娜
- 2022年：ENA《具必秀不在》飾演 趙安娜

### 電影
- 2011年：《今天》
- 2011年：《熔爐》 飾演 素利
- 2011年：《7號禁地》 飾演 車海俊(童年)
- 2013年：《王牌巨猩》 飾演 7歲的葳葳
- 2013年：《美娜的文具店》 飾演 幼稚園小女孩
- 2013年：《殺人漫畫》 飾演 趙瑞賢（童年）
- 2013年：《捉迷藏》 飾演 萍和

### MV
- 2020年：方藝潭 (組合TREASURE)《WAYO》

## 獲獎
- 2014年：第7屆韓國電視劇獎「童星獎」《來了！張寶利》
- 2014年：第3屆APAN STAR AWARDS「童星獎」《來了！張寶利》
- 2014年：MBC演技大賞「童星獎」《來了！張寶利》

## 外部連結
- Naver資料庫 （页面存档备份，存于）
- Daum資料庫 （页面存档备份，存于）
- 金智怜的Instagram帳戶